# Numerus nullus
Numerus nullus (lateinisch keine Zahl) war ein Verbot für jüdische Bewerber für den Zugang zur Hochschulbildung, das in den 1930er Jahren von einigen polnischen Universitäten und mehreren anderen mitteleuropäischen Ländern eingeführt wurde. Numerus nullus war eine erweiterte und diskriminierende  Form des  Numerus clausus, der Zulassungsbeschränkung.

## Polen
In der Zeit zwischen den beiden Weltkriegen, demnach zwischen 1918 und 1939, waren die polnischen Hochschulen Orte antijüdischer Ausschreitungen, die in den 1930er Jahren an Intensität und Brutalität zunahmen und mehrere Todesopfer forderten. Ursache waren die verstärkte Konkurrenz auf dem Arbeitsmarkt aufgrund der Wirtschaftskrise neben der allgemeinen Zunahme von Antisemitismus in der polnischen Gesellschaft. Der Anteil jüdischer Studierender an den polnischen Hochschulen betrug – vor allem an vielen medizinischen und juristischen Fakultäten – zwischen 20 und 40 Prozent – deutlich mehr als der Anteil der Juden in der polnischen Bevölkerung, der sich auf durchschnittlich 10 Prozent belief. Vor allem Aktivisten nationalistischer Jugendorganisationen, wie dem „Studentenbund Allpolnische Jugend“ (polnisch Młodzież Wszech-polska), forderten die Begrenzung der Zahl jüdischer Studierender durch Einführung eines Numerus nullus sowie die räumliche Trennung von jüdischen und nichtjüdischen Studierenden in den Hörsälen. Sie führten  sogenannte „Getta ławkowe“ (Bank-Ghettos) durch speziell markierte Sitzreihen für Juden in den Hörsälen ein. Ein entsprechendes Gesetzesvorhaben scheiterte an Verfassungsgrundsätzen, da es gegen den Gleichheitsgrundsatz der polnischen Verfassung und gegen den Minderheitenschutzvertrag von 1919 verstoße. Einzelne Universitäten bzw. besonders begehrte Fakultäten hatten bereits seit 1919 eigenständig interne Zulassungsbeschränkungen eingeführt. Die Universität Poznań praktizierte sogar ab 1936/37 einen „Numerus nullus“. Diese Beschränkungen sowie die judenfeindlichen Schikanen und Gewaltaktionen an den Universitäten führten im Verlauf der 1930er Jahre zu einem beträchtlichen Rückgang der Zahlen jüdischer Studierender an polnischen Hochschulen.

## Ungarn
Seit der autoritär-konservativen Regierung unter Reichsverweser Miklós Horthy in den 1920er-Jahren war in Ungarn die Bereitschaft zu einer antisemitischen Politik – unabhängig von deutscher Politik – vorhanden. 1920 erließ die ungarische Regierung das erste antijüdische Gesetz in Europa seit dem Ersten Weltkrieg, das sogenannte Numerus-clausus-Gesetz, das eine Beschränkung der jüdischen Studenten an den Universitäten festschrieb.

## Rumänien
Nach der Einführung des gegen Juden gerichteten „Numerus clausus“ 1920 in Ungarn übernahmen 1935 auch rumänische Rechtsradikale diese Forderung unter der Bezeichnung Numerus valachicus. (Die Rumänen nannten sich auch Walachen). Am 29. August 1940 erließ der rumänische Bildungsminister die Resolution Nr. 153377, in der festgelegt wurde, dass ein Numerus clausus in jeder Klasse auf allen Bildungsebenen höchstens 6 % der Juden zuließ. Durch das Gesetz Nr. 3438 vom 11. Oktober 1940 wurde die Situation verschärft und der Numerus nullus, ein absolutes Verbot des Studiums von Juden in staatlichen oder privaten (nichtjüdischen) Bildungseinrichtungen, einschließlich Universitäten bedeutete.

## Deutsches Reich
Bis 1933 gab es im Deutschen Reich keinen Numerus nullus nach obigem Muster, jedoch wurde nach der „Machtübernahme“ durch die Nationalsozialisten über einen Numerus clausus festgelegt, dass die Zahl der „Nichtarier“ der immatrikulierten Studierenden an keiner Fakultät über 5 Prozent, der Anteil der neu zu immatrikulierenden jüdischen Studierenden unter 1,5 Prozent liegen müsse. Sukzessive wurde anschließend jüdischen Studenten und sogenannten „jüdischen Mischlingen“ der Weg an die Hochschulen immer mehr verwehrt.